# Tên người Nhật Bản
Tên người Nhật Bản (日本人の氏名 (Nhật Bản nhân thị danh) Nihonjin no Shimei) hiện đại thường bao gồm phần họ (姓 (Tính) sei) đứng trước, phần tên riêng (名 (Danh) mei) đứng sau. Thứ tự gọi tên này là chung cho các nước trong vùng ảnh hưởng văn hóa Trung Hoa như Triều Tiên và Việt Nam. Ở Nhật Bản tên lót rất ít được sử dụng. Tên Nhật thường được viết bằng kanji, loại chữ Hán sử dụng tại Nhật và được đọc ý theo thổ âm Nhật (cách đọc này là kun'yomi (訓読み (huấn độc))). Chính vì tên viết bằng kanji đọc theo ý chứ không phải âm, một chữ kanji trong tên thường có nhiều cách phát âm khác nhau trong tiếng Nhật, tuy nhiên nhiều bố mẹ có thể đặt tên cho trẻ sơ sinh bằng hai bộ ký tự ký âm hiragana và katakana. Tên viết bằng hiragana và katakana chỉ mang ý nghĩa thông dịch về mặt ngữ âm (biểu diễn cách đọc), vì vậy thiếu ý nghĩa trực quan của tên thể hiện trong chữ tượng hình kanji (điều này tương tự như tên người Việt hiện không được viết bổ sung theo chữ Hán-Nôm, cùng với việc chữ Quốc ngữ chỉ có thể biểu âm, khiến cho các từ đồng âm khác nghĩa gây ra sự hiểu sai nghĩa trong tên).

Yamada Tarō (山田 太郎), một tên tiếng Nhật của nam, tương đương với John Smith trong tiếng Anh. Jane Smith tương đương sẽ là Yamada Hanako (山田 花子).

Hiện nay ở Nhật có khoảng 100000 họ đang được sử dụng. Những họ thông dụng ở Nhật hiện nay là Satō (佐藤 (Tá Đằng)), Suzuki (鈴木 (Linh Mộc)), Takahashi (高橋 (Cao Kiều)), Katō (加藤 (Gia Đằng)). Sự đa dạng này hoàn toàn trái ngược với các quốc gia khác trong cùng văn hoá Á Đông, phản ánh một lịch sử khác biệt của Nhật Bản: trong khi họ Trung Quốc đã được sử dụng từ hàng ngàn năm nay và thường phản ánh toàn bộ một gia tộc hoặc con nuôi của gia đình giàu có (có hoặc không có mối quan hệ di truyền) - và từ đó đã được lan truyền cho Triều Tiên và Việt Nam thông qua tên của các quan lại hoặc nhà giàu; đại đa số các họ hiện đại của Nhật Bản chỉ bắt đầu có từ thế kỷ thứ XIX, tiếp nối các cải cách thời kỳ Minh Trị trong những năm 1870, và được lựa chọn theo ý thích. Việc giới thiệu bằng họ của người Nhật gần đây có hai tác dụng bổ sung: tên tiếng Nhật trở nên phổ biến khi dân số nước này phát triển mạnh (hơn 30 triệu dân trong thời kì đầu của Minh Trị – xem Nhân khẩu học Đế quốc Nhật) so với số lượng trong quá khứ (ví dụ, dân số ước tính năm 1 của Công Nguyên là 300.000 - xem Nhân khẩu học Nhật Bản trước thời kì Minh Trị), và chỉ một thời gian ngắn trôi qua, các tên của người Nhật hầu như chưa gặp phải tình trạng tuyệt chủng về họ như đã xảy ra trong suốt quá trình lịch sử ở Trung Quốc.
Họ của người Nhật cũng xuất hiện nhiều hay ít tùy theo vùng, ví dụ như Chinen (知念 (Tri Niệm)), Higa (比嘉 (Bỉ Gia)) và Shimabukuro (島袋 (Đảo Đại)) xuất hiện nhiều tại Okinawa trong khi không mấy phổ biến ở các vùng khác; điều này chủ yếu là do sự khác biệt giữa ngôn ngữ và văn hóa của người Yamato và người Okinawa. Nhiều họ của người Nhật được đặt dựa trên các hình ảnh nông thôn do ảnh hưởng của Thần đạo như Ishikawa (石川 (Thạch Xuyên)) có nghĩa là sông đá, Yamamoto (山本 (Sơn Bản)) có nghĩa là chân núi, Inoue (井上 (Tỉnh Thượng)) có nghĩa là trên miệng giếng.
Trong khi phần họ tuân theo các quy tắc tương đối phù hợp, tên riêng tỏ ra đa dạng hơn nhiều lần trong cách phát âm và cách sử dụng kanji. Trong khi nhiều tên gọi thông thường có thể dễ dàng viết ra hoặc phát âm, nhiều bậc cha mẹ chọn tên với các mẫu tự kanji hay cách phát âm ít gặp, và những cái tên như vậy nói chung không thể viết hay phát âm được nếu không có cả phần mẫu tự và phát âm. Cách phát âm ít gặp này gần đây trở nên đặc biệt phổ biến, khi xu hướng đặt tên như vậy đã tăng lên đáng kể từ những năm 1990. Ví dụ, một cái tên bé trai phổ biến 大翔 theo truyền thống được phát âm là "Hiroto", nhưng trong những năm gần đây có các cách phát âm thay thế như "Haruto", "Yamato", "Taiga", "Sora", "Taito", "Daito", và "Masato" đều được sử dụng.
Có rất nhiều cách đọc một tên riêng cho một cách viết và cũng có rất nhiều cách viết cho một cách đọc. Tên của phái nam thường có âm tận cùng là -rō (郎 (Lang)) (con trai), như Ichirō, ngoài ra còn có thể là -rō (朗 (Lãng)) (sáng); -ta (太 (Thái)) (rất lớn), như Kenta; -ichi (一 (Nhất)) (con trai cả) - như Ken'ichi, -kazu (一 (Nhất)) - như Kazuhiro, -ji (二 (Nhị)) (con trai thứ hai) - như Jirō, -tsugi (次 (Thứ)) (con trai thứ). Tên của phái nữ thường kết thúc bằng -ko (子 (Tử)) (con) - như Keiko; -mi (美 (Mỹ)) (đẹp) - như Yumi; -ka (香 (Hương)) - như Reika; -hana (花 (Hoa)).

## Cấu trúc
Trong thời phong kiến ở Nhật, thường chỉ có các danh gia vọng tộc được có nhiều hơn một tên. Đa số người Nhật có một họ và một tên riêng mà không có tên lót, ngoại trừ gia tộc hoàng gia Nhật Bản, các thành viên gia tộc đều không có họ. Họ - myōji (苗字 hoặc 名字), uji (氏) hoặc sei (姓) - được đặt ở trước tên riêng, được gọi là "tên" - (名 mei) hoặc "tên thấp hơn/tên phụ" (lower name) (下の名前 shita no namae). Tên riêng có thể được đề cập đến như là "tên thấp hơn", vì trong văn bản theo chiều dọc của Nhật Bản, tên riêng được xuất hiện bên dưới họ. Những người có huyết thống hỗn hợp giữa Nhật Bản và nước ngoài có thể có tên lót.
Trong lịch sử, myōji, uji và sei mang những ý nghĩa khác nhau. Sei ban đầu mang nghĩa là "họ nội", đây là lý do tại sao cho đến hiện tại, nó chỉ được cấp bởi Thiên hoàng, như một danh hiệu cấp bậc cho nam giới. Cấp bậc thấp hơn của 'Sei' là 'Tei', đó là một tên phổ biến của đàn ông Nhật Bản. Mặc dù vậy, họ cũng là gia tộc tổ tiên trong lịch sử Nhật mà cái tên 'Sei' bắt nguồn từ đó. Có rất ít các sei, và hầu hết những gia tộc cao quý thời trung cổ có gia tộc của mình bắt nguồn trực tiếp đến các sei, hoặc các cận thần của các sei này. Uji là một cái tên khác được dùng để chỉ gia tộc theo phụ hệ, nhưng sau này được gộp cùng myōji trong cùng khoảng thời gian. Myōji, mang một ý nghĩa đơn giản, là từ mà một gia tộc chọn để tự gọi chính họ, đối lập với sei được ban bởi nhà vua. Trong khi myōji được tiếp tục đặt theo chế độ phụ hệ trong tổ tiên của người nam đó, bao gồm trong tổ tiên các haku (chú bác) của người nam, một người nào đó có thể được tự do hơn trong việc thay đổi myōji của bản thân người đó. Xem thêm Kabane.
Nhiều ký tự tiếng Nhật có cùng cách phát âm, vì vậy một số tên tiếng Nhật có nhiều nghĩa. Bản thân một mẫu tự kanji đặc biệt có thể có nhiều ý nghĩa và cách phát âm khác nhau. Trong một số tên gọi, các ký tự tiếng Nhật - qua việc đọc nó lên - tự "viết ra" một cái tên và không có ý nghĩa ẩn dụ gì đằng sau. Nhiều tên cá nhân Nhật Bản sử dụng lối chơi chữ.
Rất ít tên có thể dùng cho cả họ và tên riêng (ví dụ như Mayumi 真弓, Kaneko 金子, Masuko 益子, hoặc Arata 新). Vì vậy, đối với những người quen thuộc với tên gọi trong tiếng Nhật, vấn đề về tên nào là họ và tên nào là tên riêng thường được phân định rõ ràng, bất kể tên gọi được sử dụng như thế nào. Điều này, do đó, khiến việc hai cái tên sẽ bị nhầm lẫn trở nên khó xảy ra hơn, ví dụ như khi viết (hoặc nói) tiếng Anh trong khi sử dụng thứ tự họ - tên riêng. Tuy nhiên, do sự đa dạng của âm và sự khác biệt về ngôn ngữ, một số họ phổ biến và tên nhất định có thể bị trùng hợp khi Latin hoá: ví dụ, Maki (真紀, 麻紀, hoặc 真樹) (tên riêng) và Maki (槇, 牧, hoặc 薪) (họ).
Tên tiếng Nhật có sự khác biệt rõ rệt so với tên người Trung Quốc thông qua việc lựa chọn các mẫu tự trong một tên và cách phát âm. Một người Nhật Bản có thể phân biệt được một cái tên Nhật Bản so với một tên Trung Quốc bằng cách nhìn vào nó. Tomozawa Akie, tác giả cuốn sách "Japan's Hidden Bilinguals: The Languages of 'War Orphans' and Their Families After Repatriation From China," nói rằng điều này tương đương với cách mà "người châu Âu có thể nói một cách dễ dàng tên gọi 'Smith' là từ tiếng Anh và 'Schmidt' từ tiếng Đức hoặc 'Victor' từ tiếng Anh hoặc tiếng Pháp và 'Vittorio' là từ tiếng Ý".

## Ký tự
Tên tiếng Nhật thường được viết bằng kanji (chữ Hán), mặc dù một số tên sử dụng hiragana và thậm chí là katakana, hoặc hỗn hợp của kanji và kana. Trong khi hầu hết các tên "truyền thống" sử dụng cách đọc kanji kiểu kun'yomi (cách đọc kiểu Nhật), một số lượng lớn các tên riêng và họ cũng sử dụng cách đọc kanji kiểu on'yomi (cách đọc kiểu Hán). Nhiều tên khác sử dụng các cách đọc chỉ được sử dụng trong tên gọi (nanori), chẳng hạn như tên gọi người nữ Nozomi (希). Đa số các họ bao gồm một, hai hoặc ba ký tự kanji. Ngoài ra, còn có một số lượng nhỏ họ có bốn hoặc năm ký tự kanji, như Teshigawara (勅使河原) và Kutaragi (久多良木), Kadenokōji (勘解由小路), nhưng những trường hợp này rất hiếm gặp. Âm no, chỉ sự sở hữu (giống như dấu nháy đơn trong tiếng Anh), và tương ứng với ký tự の, thường có trong tên nhưng không được viết như một ký tự riêng biệt, như trong tên gọi thường gặp 井上 (i-no-ue, giếng-(sự sở hữu)-ở trên/ở bên trên = trên miệng giếng), hoặc các nhân vật lịch sử như Sen no Rikyū.
Hầu hết các tên cá nhân sử dụng một, hai, hoặc ba ký tự kanji. Tên riêng phổ biến thường có bốn âm tiết, đặc biệt là với con trai cả.
Như đã đề cập ở trên, tên riêng của nữ thường kết thúc bằng chữ 子 (tử) đọc là "ko" (こ), hoặc chữ 美 (mỹ) đọc là "mi" (み).
Việc sử dụng chữ 子 (tử) thành hậu tố -ko đã thay đổi đáng kể qua nhiều năm: trước Minh Trị Duy tân (1868), chữ này được dành riêng cho các thành viên nữ trong hoàng gia. Sau khi được phục hồi, âm này trở nên phổ biến và thường gặp một cách tràn ngập trong thời kỳ Đại Chính và đầu thời kỳ Chiêu Hòa. Hậu tố -ko càng trở nên phổ biến từ nửa sau thế kỷ XX. Khoảng năm 2006, do việc người dân bắt chước thói quen đặt tên của các nghệ sĩ nổi tiếng, hậu tố -ko trở nên ít phổ biến hơn. Đồng thời, tên gọi có xuất xứ phương Tây, viết bằng kana, đang trở nên ngày càng phổ biến trong việc đặt tên cho các bé gái. Đến năm 2004, đã có một xu hướng sử dụng hiragana thay vì ký tự kanji trong việc đặt tên cho các bé gái. Molly Hakes, tác giả cuốn sách The Everything Conversational Japanese Book: Basic Instruction For Speaking This Fascinating Language In Any Setting, nói rằng điều này có thể phải xảy ra với việc sử dụng hiragana không vì niềm tự hào về văn hoá, kể từ khi hiragana là hình thức văn bản bản địa của Nhật Bản, hoặc không vì việc gán một ý nghĩa vào tên gọi bé gái, do đó những người khác sẽ không đặt kỳ vọng riêng của bản thân vào bé gái đó.
Tên kết thúc với âm-ko giảm phổ biến một cách đáng kể vào giữa những năm 1980, nhưng vẫn được sử dụng, dù ít hơn so với trong quá khứ. Tên người nam đôi khi kết thúc với âm ko, nhưng rất hiếm khi sử dụng chữ 子 (tử, thông thường nhất, nếu một tên nam giới kết thúc bằng âm ko, nó sẽ kết thúc bằng âm hiko, sử dụng chữ 彦 (ngạn) mang nghĩa "bé trai"). Hậu tố tên nam giới thường gặp là -shi (し) và -o (お); tên kết thúc với âm -shi thường là các tính từ, ví dụ, Atsushi, có thể có nghĩa là "(có sự) trung thành." Trong quá khứ (trước Thế chiến II), tên viết bằng katakana phổ biến đối với nữ giới, nhưng xu hướng này dường như không còn được ưa chuộng. Tên phụ nữ bằng hiragana không phải quá bất thường. Tên bé trai bằng kana, đặc biệt là những tên viết bằng hiragana, rất hiếm trong lịch sử. Điều này có thể một phần bởi vì nét viết tay hiragana được coi là mang nhiều nữ tính; ở Nhật Bản thời trung cổ, phụ nữ thường không được dạy kanji và chỉ viết bằng hiragana.
Tên không thể bắt đầu với âm tiết n (ん, ン); đây là điểm chung với những từ tiếng Nhật thích hợp khác, mặc dù từ ngữ giao tiếp có thể bắt đầu với ん, như んまい (nmai, biến thể của うまい umai, ngon). Một số tên kết thúc bằng âm n: các tên nam giới, ví dụ như Ken, Shin, và Jun. Âm tiết n không nên nhầm lẫn với phụ âm "n" của hàng na: なにぬねの (na ni nu ne no) mà tên gọi có thể bắt đầu với nó; ví dụ, tên nữ giới Naoko (尚子) hay tên nam giới Naoya (直哉). (Phụ âm "n" cần phải được kết hợp với một nguyên âm để tạo thành một âm tiết.)
Một thể loại lớn của tên gia đình có thể được phân loại như là những tên kết thúc bằng âm "-tō". Chữ 藤 (đằng), có nghĩa là đậu tía, có cách đọc on'yomi là tō (hoặc, với rendaku, dō). Nhiều người Nhật có họ bao gồm ký tự kanji này là ký tự thứ hai. Điều này có được bởi gia tộc Fujiwara (藤原家) đặt các họ của samurai (myōji) kết thúc với ký tự đầu tiên của tên của họ, để biểu thị tình trạng của họ trong một thời đại mà dân thường không được phép có họ. Các ví dụ là Atō, Andō, Itō (mặc dù ký tự kanji cuối cùng khác nhau cũng đều phổ biến), Udō, Etō, Endō, Gotō, Jitō, Katō, Kitō, Kudō, Kondō, Saitō, Satō, Shindō, Sudō, Naitō, Bitō, và Mutō. Như đã lưu ý, một số họ thường gặp nhất sẽ xuất hiện trong danh sách trên.
Họ của người Nhật thường bao gồm các ký tự đề cập đến những địa điểm và đặc điểm địa lý.

### Những khó khăn trong việc đọc tên
Khác với tiếng Trung hay tiếng Việt đọc chữ Hán theo một hoặc hai cách phát âm, tiếng Nhật đọc Kanji theo rất nhiều cách. Do vậy một tên viết bằng kanji có thể có nhiều hơn một cách phát âm thông thường, chỉ một trong số đó là đúng cho một cá nhân nhất định. Ví dụ, họ được viết bằng kanji là 東海林 có thể được đọc là Tōkairin hoặc Shōji. Hay như hai chính trị gia Kan Naoto (菅 直人) và Suga Yoshihide (菅 義偉), họ của hai người viết bằng kanji là giống nhau (菅 - gian) nhưng cách đọc thì khác nhau khi một người là Kan (かん), một người là Suga (すが). Ngược lại, bất kì một cái tên nào cũng có thể có nhiều cách viết phù hợp, và một lần nữa, chỉ một trong số đó là đúng cho một cá nhân nhất định. Chữ 一 (nhất) khi được sử dụng như là một tên cho nam giới có thể được sử dụng như cách viết của "Hajime," "Hitoshi," "Ichi- / -ichi" "Kazu- / -kazu," và nhiều tên gọi khác. Tên gọi "Hajime" (はじめ) có thể được viết với bất kỳ chữ nào sau đây: 始, 治, 初, 一, 元, 肇, 創, 甫, 基, 哉, 啓, 本, 源, 東, 大, 孟, hoặc 祝. Sự tương ứng của số lượng các cách đọc và cách viết của tên thường hay gặp với tên riêng của nam giới hơn so với họ hoặc với tên riêng của nữ giới, nhưng có thể tìm thấy được trong tất cả các loại này. Điều này có thể làm cho việc đối chiếu, phát âm, và latin hoá tên gọi tiếng Nhật trở thành một vấn đề vô cùng khó khăn. Vì lý do này, danh thiếp thường bao gồm cách phát âm của tên bằng furigana, và các hình thức và các văn bản thường bao gồm khoảng trống để viết cách đọc của tên bằng kana (thường là katakana).
Một vài tên tiếng Nhật, đặc biệt là họ, bao gồm các phiên bản cổ của các ký tự. Ví dụ, ký tự rất thường gặp shima, đảo, có thể được viết là 嶋 hoặc 嶌 thay cho ký tự thường gặp 島. Một số tên cũng có các ký tự kanji rất hiếm gặp, hoặc ký tự kanji không còn tồn tại trong tiếng Nhật hiện đại. Những người Nhật có tên gọi như vậy có thể thỏa hiệp bằng cách thay thế bởi các ký tự tương tự hoặc đơn giản hóa. Điều này có thể khó khăn cho việc nhập ký tự kanji trên máy tính, khi nhiều cơ sở dữ liệu về kanji trên máy tính chỉ bao gồm các ký tự kanji phổ biến và thường xuyên được sử dụng, và nhiều ký tự cổ hoặc không thường được sử dụng sẽ không có trong đó.
Một ví dụ về một tên như vậy là Saitō. Có hai ký tự kanji cho âm sai ở đây. Hai ký tự sai có ý nghĩa hoàn toàn khác nhau: 斉 nghĩa là "đều, cùng nhau" hay "song song", nhưng 斎 mang nghĩa "làm cho thanh khiết". Những tên này cũng có thể tồn tại cách viết dưới dạng cổ, như 齊藤 và 齋藤 tương ứng.
Họ thỉnh thoảng được viết với các ký tự mang phong cách riêng, gọi là ateji, có liên quan gián tiếp đến tên được nói lên. Ví dụ, 四月一日 (tứ nguyệt nhất nhật) sẽ thường được đọc là shigatsu tsuitachi (しがつ ついたち, "mùng 1 tháng 4"), nhưng khi là họ thì được đọc là watanuki (わたぬき, "quần áo không độn"), vì mùng 1 tháng 4 là ngày lễ truyền thống, chuyển từ mặc quần áo mùa đông sang quần áo mùa hè. Cũng với cách như vậy, 小鳥遊 (tiểu điểu du) sẽ thường được đọc là kotori asobi ("những chú chim nhỏ chơi đùa") hoặc shōchōyū, nhưng với tên thì đọc là Takanashi, vì con chim nhỏ (kotori) chơi đùa (asobi) ở nơi không có (nashi) diều hâu (taka).
Hầu hết mọi người và các cơ quan của Nhật Bản đã chấp nhận với những tục lệ để áp dụng trong cuộc sống. Sổ địa chỉ, ví dụ, thường chứa các ký tự furigana hay ký tự phiên âm để làm rõ cách phát âm của tên. Công dân Nhật Bản cũng được yêu cầu phải cung cấp một tên đã latin hoá cho thị thực của họ. Việc sử dụng gần đây trong các phương tiện truyền thông Nhật Bản dùng katakana khi đề cập đến những người trong ngành giải trí Nhật Bản nổi tiếng ở tầm quốc tế đã khởi nguồn cho mốt thời thượng trong những người giao thiệp rộng, những người cố gắng tạo ra một sự tinh tế thời thượng kiểu quốc tế bằng cách sử dụng tên katakana như một huy chương danh dự. Tất cả những biến thể này cũng được tìm thấy trong các tên địa danh Nhật Bản.
Không phải tất cả các tên đều phức tạp. Một số tên thường được tóm tắt bởi cụm từ tanakamura ("ngôi làng ở giữa những cánh đồng lúa"): ba ký tự kanji: 田 (ta, cánh đồng lúa), 中 (naka, ở trong, ở giữa) và 村 (mura, làng), đứng cùng nhau trong bất kì cặp nào, tạo nên một họ đơn giản, phổ biến một cách hợp lí: Tanaka, Nakamura, Murata, Nakata (Nakada), Muranaka, Tamura.
Mặc dù có những khó khăn kể trên, có đủ các mẫu và tên theo định kỳ mà hầu hết người Nhật Bản địa có thể đọc hầu như tất cả các tên gia đình họ gặp phải và đa số các tên cá nhân.

### Các quy tắc
Tên kanji ở Nhật Bản được điều chỉnh bởi các luật của Bộ Tư pháp Nhật Bản về các ký tự kanji sử dụng trong tên. Tính đến tháng 10 năm 2004 có 2,232 "ký tự kanji sử dụng trong tên" (jinmeiyō kanji) và "các ký tự thường được sử dụng" (jōyō kanji) được sử dụng trong các tên cá nhân, và chính phủ Nhật Bản có kế hoạch tăng danh sách này thêm 578 ký tự kanji trong tương lai gần. Đây sẽ là mức tăng lớn nhất kể từ Thế chiến II. Chỉ có ký tự kanji xuất hiện trên danh sách chính thức có thể được sử dụng trong tên riêng. Điều này nhằm đảm bảo rằng những cái tên có thể dễ dàng được viết và đọc với những người biết chữ ở Nhật Bản. Quy định cũng chi phối các tên bị coi là không phù hợp; ví dụ, năm 1993, một cặp vợ chồng định đặt tên cho con của họ là Akuma (悪魔, mà theo nghĩa đen có nghĩa là "ác ma") đã bị cấm làm như vậy sau khi xảy ra một sự phản đối công khai lớn.
Mặc dù có những quy định về việc đặt tên của trẻ em, nhiều ký tự cổ vẫn có thể được tìm thấy trong tên của người lớn, đặc biệt là những người sinh ra trước Thế chiến II. Do những hạn chế pháp lý về sử dụng ký tự kanji gây ra sự bất tiện cho những người có tên như vậy và nhằm thúc đẩy sự phổ biến của việc tương đồng giữa các tên, nhiều thay đổi gần đây đã được thực hiện để tăng chứ không phải giảm số lượng các ký tự kanji được phép sử dụng trong tên. Toà án tối cao Sapporo cho rằng sẽ là trái pháp luật đối với chính phủ nếu từ chối đăng ký tên của một đứa trẻ bởi vì nó chứa một ký tự kanji tương đối phổ biến nhưng không được đưa vào danh sách chính thức của các ký tự sử dụng trong tên được biên soạn bởi Bộ Tư pháp. Sau đó, chính phủ Nhật Bản đã ban hành kế hoạch tăng số lượng kanji "được phép" sử dụng trong tên.
Việc sử dụng khoảng trống trong tên riêng (để phân biệt phần tên đầu và tên lót) không được phép trong các tài liệu chính thức, bởi vì về mặt kỹ thuật, một khoảng trống không phải là một ký tự được cho phép. Tuy nhiên, các khoảng trống đôi khi được dùng trên danh thiếp và trong thư. 
Kế hoạch tăng số lượng ký tự kanji sử dụng trong tên đã gây tranh cãi, chủ yếu là bởi vì các chữ Hán với ý nghĩa không phù hợp để sử dụng trong các tên cá nhân, như "ung thư" (癌 gan), "bệnh trĩ" (痔 ji), "tử thi" (骸 gai) và "phân" (糞 fun, cũng kuso), "nguyền rủa" (呪 ju, cũng noro[i]), "gái điếm" (娼 shō) và "gian dâm" (姦 kan), nằm trong số những bổ sung đề xuất vào danh sách. Ban đầu, các ký tự kanji được thêm vào đã được chọn lọc chủ yếu bằng cách tham chiếu đến tính thường gặp và dễ viết, mà không có tài liệu tham khảo để phù hợp trong các tên cá nhân. Một ví dụ là "kết thúc", "hông" hoặc "mông" (尻 shiri). Sự ngăn cấm các ký tự kanji này có thể gây tranh cãi bởi vì chúng không phải là không phổ biến trong tên gia đình. Chính phủ sẽ tìm kiếm từ công chúng trước khi phê duyệt danh sách.

## Phong tục
Trong thời cổ xưa, người dân Nhật Bản được coi là tài sản của Thiên hoàng và tên của họ phản ánh vai trò trong chính quyền mà họ phục vụ. Một ví dụ là Ōtomo (大友 'kẻ hầu cận tuyệt vời, người đồng hành'). Tên cũng sẽ được ban cho trong việc công nhận các thành tựu và đóng góp to lớn.
Cho tới Minh Trị Duy tân, người dân Nhật thông thường (những người không phải kuge và samurai) không có họ, và khi cần thiết, họ dùng các cụm thay thế, chẳng hạn như tên của nơi sinh của họ. Ví dụ, Ichirō sinh ở Asahi-mura (làng Asahi) ở tỉnh Musashi sẽ được nói là "Ichirō từ Asahi-mura của Musashi". Thương nhân được đặt tên theo cửa hàng hoặc thương hiệu của họ (ví dụ, Denbei, chủ sở hữu của Sagamiya, sẽ gọi là Sagamiya Denbei), và nông dân được đặt tên theo người cha của họ (ví dụ, Isuke, có cha là Genbei, sẽ gọi là "Isuke, con của Genbei"). Sau Minh Trị Duy tân, chính phủ ra lệnh cho mọi dân thường bổ sung thêm họ vào sau tên riêng của họ, như một phần của công cuộc hiện đại hoá và Tây phương hoá; điều này đã được quy định trong Luật Đăng ký Gia đình năm 1898. Nhiều người chấp nhận tên gọi lịch sử, một vài người khác chỉ việc tạo ra tên mới, chọn tên qua bói toán, hoặc có một tu sĩ Thần đạo hoặc tăng ni Phật giáo chọn một họ cho họ. Điều này phần nào giải thích số lượng lớn các họ tại Nhật Bản, cũng như sự vô cùng đa dạng của họ về cách viết và phát âm, và làm cho việc tìm theo dấu vết hiện diện của tổ tiên qua một cột mốc nhất định là một việc vô cùng khó khăn tại Nhật Bản.
Trong giai đoạn khi một cặp cha mẹ điển hình có một vài đứa con, có một thực tế phổ biến là những người con trai sẽ được đặt tên theo số đếm với hậu tố rō (郎, "đứa con trai"). Người con trai đầu sẽ được gọi là "Ichirō", con trai thứ hai sẽ là "Jirō", và cứ thế tiếp tục. Các bé gái thường được đặt tên với hậu tố ko (子, "trẻ con") ở cuối tên riêng; điều này không nên nhầm lẫn với hậu tố hiko ít phổ biến hơn dành cho các bé trai (彦). Cả hai cách đặt tên trên hiện nay đều trở nên ít phổ biến hơn, mặc dù nhiều trẻ em vẫn còn có những cái tên tuân theo những cách này.
Trong khi một số người bây giờ có thể tin điều này, Lafcadio Hearn (xem bên dưới), trong cuốn sách Shadowings, làm nó rõ ràng, rằng ít nhất trong thời gian của tác giả (1880 tới 1905, năm xuất bản), phần kết thúc -ko (子) không chỉ là bất cứ phần nào của tên, mà còn là một hậu tố mang tính kính cẩn như さん -san. Đặc biệt, mặc dù ký tự mang ý nghĩa "đứa trẻ," nó cũng mang ý nghĩa "quý bà," chỉ được sử dụng với phụ nữ tầng lớp thượng lưu, và sẽ là lố bịch nếu sử dụng cho phụ nữ tầng lớp trung lưu hoặc tầng lớp thấp. Khá nhiều những cái tên tương tự đã được sử dụng bởi tất cả các tầng lớp, nhưng Hana-ko được dùng cho người thuộc tầng lớp thượng lưu, trong khi phụ nữ ở tầng lớp thấp hơn sẽ được gọi là O-Hana-san, với tiền tố cũng như hậu tố mang ý tôn kính.

### Khi nói với người khác và nói về người khác
Cách thức mà một tên gọi được sử dụng trong cuộc trò chuyện phụ thuộc vào hoàn cảnh và mối quan hệ của người nói với người nghe và người có tên đó. Thông thường, họ được sử dụng, trong khi tên riêng bị giới hạn sử dụng ở mức độ cao trong những tình huống không thân mật và các trường hợp mà người nói lớn tuổi hơn, có chức vụ cao hơn, hoặc rất quen thuộc với cá nhân được có tên đó. Khi xưng hô với ai đó, hoặc đề cập đến một thành viên của một nhóm ngoài nhóm mình, một danh hiệu như さん -san thường được thêm vào.
Người Nhật thường tránh đề cập đến người bậc trên hay cấp trên của mình hoàn toàn bằng tên, chỉ cần sử dụng một danh hiệu: trong một gia đình có thể là một mối quan hệ thân tộc như お母さん okāsan ("mẹ"), trong trường học có thể là 先生 sensei ("giáo viên"), trong khi một chủ tịch công ty sẽ được xưng hô là 社長 shachō ("chủ tịch công ty").
Mặt khác, các cụm đại từ mang nghĩa "bạn" như (あなた anata, きみ kimi, お前 omae) được sử dụng khá ít trong tiếng Nhật. Sử dụng các từ như vậy đôi khi có vẻ thiếu tôn trọng, và mọi người sẽ thường gọi nhau bằng tên, chức danh và kính cẩn ngay cả trong cuộc hội thoại trực tiếp.
Việc gọi tên một người nào đó (họ) mà không có bất kỳ danh hiệu hoặc kính ngữ nào được gọi là yobisute (呼び捨て), và có thể bị coi là thô lỗ ngay cả trong những dịp chính thức và thân thiện nhất. Sự vi phạm quy ước xã hội trong giao tiếp này, tuy nhiên, có thể được bỏ qua dễ dàng đối với người nước ngoài.

### Biệt danh
Tương ứng với bất kỳ tên riêng nào có một hoặc nhiều biệt danh rút gọn từ tên, biệt danh trìu mến. Chúng hình thành bằng cách thêm hậu tố -chan ちゃん với một thân từ. Có hai loại thân từ. Một bao gồm phần tên riêng đầy đủ. Các ví dụ của loại này là Tarō-chan từ Tarō, Kimiko-chan từ Kimiko, và Yasunari-chan từ Yasunari. Loại thân từ còn lại là một thân từ được biến đổi xuất phát từ phần tên riêng đầy đủ. Ví dụ về tên như vậy là: Taro-chan từ Tarō, Kii-chan từ Kimiko, và Yā-chan từ Yasunari. Biệt danh rút gọn với thân từ được biến đổi thân mật hơn so với những biệt danh từ tên riêng đầy đủ.
Các biệt danh rút gọn với thân từ được biến đổi có nguồn gốc bằng cách thêm -chan vào một thân từ gồm một số nguyên, thường là một nhưng thỉnh thoảng là hai, các âm tiết, nơi mà một âm tiết bao gồm hai mora. Một mora 音節 là đơn vị trong đó một âm tiết nhẹ có một mora, trong khi âm nặng có hai mora. Ví dụ, các thân từ mà có thể bắt nguồn từ Tarō là /taro/, cấu tạo từ hai âm tiết nhẹ, và /taa/, cấu tạo từ một âm tiết đơn với một trường nguyên âm, tạo ra kết quả là Taro-chan và Tā-chan. Các thân từ có thể bắt nguồn từ Hanako là /hana/, với hai âm tiết nhẹ, /han/, với một âm tiết đóng bằng phụ âm, và /haa/, với một âm tiết với một trường nguyên âm, tạo ra Hanachan, Hanchan và Hāchan. Cụm được lấy thành đoạn thường là cụm con bên trái của tên riêng. Tuy nhiên, trong một số trường hợp nó được đặt bằng một số ý nghĩa khác, bao gồm việc sử dụng cách đọc khác của mẫu tự kanji được sử dụng để viết tên. Ví dụ, một phụ nữ mang tên Megumi có thể được gọi là Keichan hoặc đơn giản chỉ Kei, vì ký tự Megumi được dùng để viết, 恵, cũng có thể đọc là Kei.
Thói quen sử dụng phổ biến để tạo nên từ viết tắt trong tiếng Nhật bằng cách ghép hai morae hoặc hai chữ đôi khi được áp dụng cho tên gọi (thường áp dụng đối với người nổi tiếng). Ví dụ, Kimura Takuya (木村 拓哉 Kimura Takuya), một nam diễn viên và ca sĩ Nhật nổi tiếng, được đặt biệt danh Kimutaku (キムタク Kimutaku). Điều này đôi khi được áp dụng ngay cả với những người nổi tiếng không phải người Nhật: Brad Pitt, có tên tiếng Nhật đầy đủ là Buraddo Pitto (ブラッド・ピット Buraddo Pitto) thường được biết với tên Burapi (ブラピ Burapi), và Jimi Hendrix được rút gọn thành Jimihen (ジミヘン Jimihen). Một vài người Nhật Bản nổi tiếng cũng đã kết hợp tên kanji và katakana, như Terry Ito (テリー伊藤). Một phương pháp khác đôi chút ít phổ biến hơn là tăng gấp đôi một hoặc hai âm tiết của tên của người đó, chẳng hạn như việc sử dụng "MamiMami" cho Noto Mamiko.

## Tên gọi của những nhóm dân tộc thiểu số ở Nhật Bản
Nhiều dân tộc thiểu số, chủ yếu là người Triều Tiên và người Hoa, sống ở Nhật Bản thông qua một cái tên Nhật Bản. Gốc rễ của thói quen này có thể lần trở lại chính sách trong thời kì thuộc địa về sōshi-kaimei, trong đó cho phép nhiều người Triều Tiên thay đổi tên của họ sang tên tiếng Nhật. Ngày nay, các dân tộc thiểu số, hầu hết là người Triều Tiên, những người nhập cư vào Nhật Bản sau Thế chiến II, tiếp nhận tên bằng tiếng Nhật Bản, đôi khi được gọi là tên thông hành (pass names), để dễ dàng giao tiếp và quan trọng hơn, để tránh phân biệt đối xử. Một vài người trong số họ (ví dụ như Han Chang-Woo, sáng lập viên và là chủ tịch của Maruhan Corp.) vẫn giữ tên gốc của họ.
Người có quyền công dân Nhật Bản thường được yêu cầu về việc nhận một tên gọi bằng tiếng Nhật. Trong những thập kỷ gần đây, Chính phủ đã cho phép các cá nhân đơn giản hoá bằng việc nhận phiên bản katakana của tên gốc khi xin thị thực công dân: đại biểu Quốc hội Tsurunen Marutei (ツルネン マルテイ), có tên gốc là Martti Turunen, một người Phần Lan, là một ví dụ nổi tiếng. Một vài người khác chuyển ngữ tên của họ hoàn toàn sang các ký tự kanji có cách phát âm tương tự, ví dụ như nhà hoạt động xã hội Arudou Debito (有道 出人), một người Mỹ trước đó được biết với tên David Aldwinckle. Vẫn có những người khác bỏ rơi không dùng đến tên gốc của họ và ủng hộ tên theo truyền thống của Nhật Bản, như Lafcadio Hearn (người có nửa dòng máu Anglo-Irish và một nửa là người Hy Lạp), sử dụng tên gọi "Koizumi Yakumo" (小泉 八雲). Vào thời điểm đó, để xin được quốc tịch Nhật Bản, việc được nhận nuôi bởi một gia đình Nhật Bản (trong trường hợp của Hearn, đó là gia đình của vợ ông) và lấy tên của họ là điều cần thiết.
Những người Hoa và người Triều Tiên thiểu số ở Nhật Bản đã chọn để từ bỏ tình trạng thường trú vĩnh viễn để được quyền công dân Nhật Bản đôi khi phải thay đổi các ký tự trong tên của họ để xin được thị thực công dân, bởi những hạn chế mà những ký tự đó có thể gặp phải.
Người sinh ở nước ngoài với tên riêng của phương Tây và họ của Nhật Bản thường được có một tên katakana theo thứ tự phương Tây khi nhắc đến ở Nhật Bản. Eric Shinseki, ví dụ, được gọi là エリック シンセキ (Erikku Shinseki). Tuy nhiên, các bậc cha mẹ Nhật Bản đôi khi quyết định sử dụng thứ tự trong tiếng Nhật khi nhắc đến tên của đứa trẻ trong tiếng Nhật. Ngoài ra, cha mẹ Nhật có xu hướng đặt cho con cái của họ tên bằng kanji, hiragana hoặc katakana, đặc biệt nếu đó là một tên bằng tiếng Nhật. Ngay cả các cá nhân sinh ra ở Nhật Bản, với một cái tên Nhật Bản, có thể được gọi bằng katakana, nếu họ đã định cư hay lập nghiệp ở nước ngoài. Yoko Ono, ví dụ, đã được sinh ra tại Nhật Bản, với tên 小野 洋子, và đã trải qua hai mươi năm đầu tiên của cuộc đời mình ở đó. Tuy nhiên, vì đã sống ở nước ngoài trong hơn năm mươi năm, và trên cơ sở sự nghiệp của mình tại Hoa Kỳ, Ono thường được nhắc đến trên báo chí như オノ・ヨーコ, giữ gìn trật tự tên bà theo tiếng Nhật (Ono Yōko), nhưng chuyển nó thành katakana.
Có một hạn chế tính đến  năm 2001 về việc sử dụng ký tự "v" trong một tên em bé trừ khi ít nhất có cha hoặc mẹ có nguồn gốc nước ngoài. Ký tự katakana tương ứng gần nhất là ヴ (vu), có thể được latin hoá thành v hoặc b. Điều này ảnh hưởng đến việc cấp hộ chiếu hoặc các tài liệu tại Nhật Bản khác khi một phiên bản chữ Latin của tên gọi được đưa ra; chữ v bị thay thế bằng chữ b. Điều này ảnh hưởng đến những cái tên như Kevin (ケヴィン), mà sẽ được viết như Kebin.

## Tên gọi trong Hoàng thất Nhật Bản

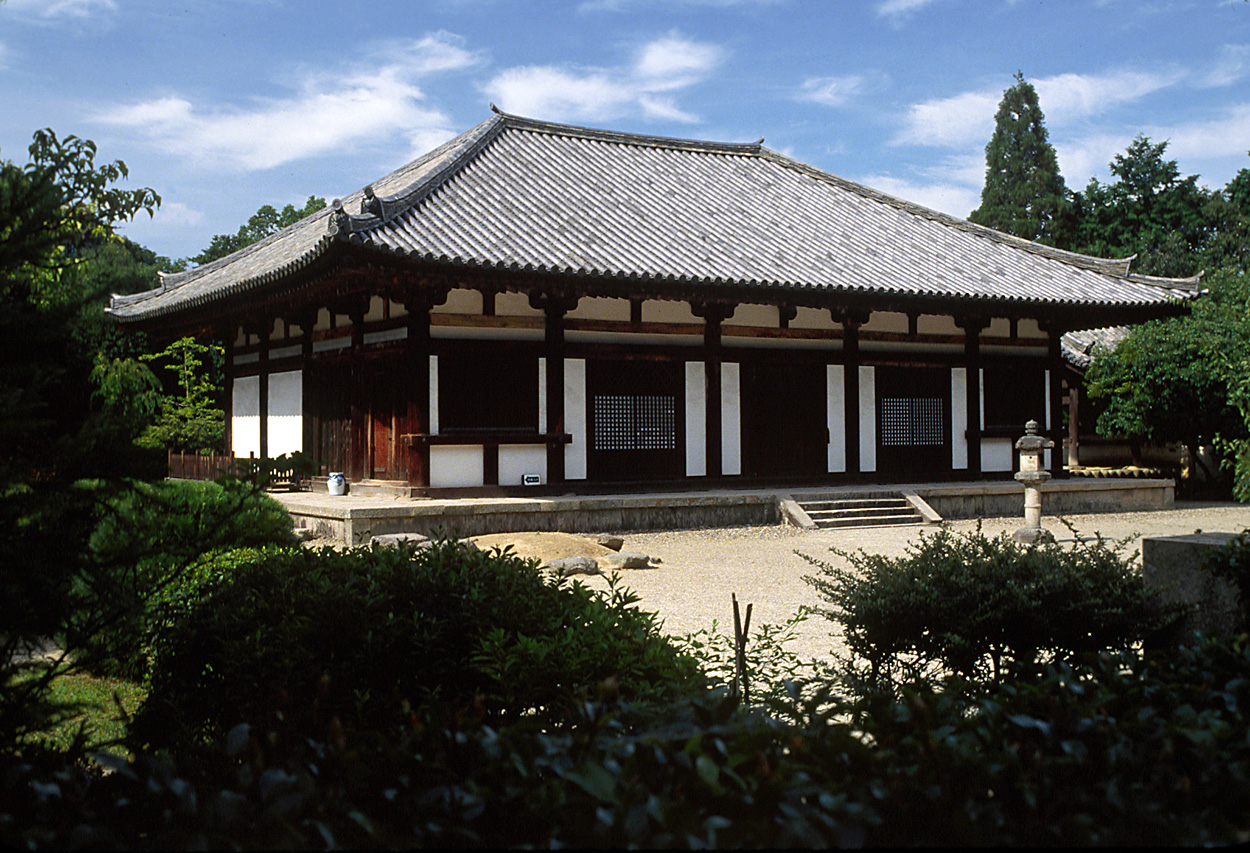
Akishino-dera ở Nara, nơi Thân Vương Fumihito được đặt tên

Thiên hoàng và gia đình Hoàng gia của ông không có họ vì các lý do lịch sử, chỉ có một tên riêng, ví dụ như Hirohito (裕仁), tên gọi kiểu này gần như được tránh gọi một cách phổ thông ở Nhật: người Nhật Bản muốn nói "Thiên hoàng" hoặc "Thái tử", trong sự tôn trọng và như là một thước đo của sự lịch sự.
Khi trẻ em được sinh ra trong gia đình Hoàng gia, cuối tên người đó nếu là nam thì sẽ có chữ 仁 (nhân) đọc là "hito" (ひと), còn nữ thì sẽ có chữ 子 (tử) đọc là "ko" (こ), và đồng thời họ nhận được một tên riêng theo thông lệ, cũng như một danh hiệu đặc biệt. Ví dụ, Thượng Hoàng Akihito được sinh ra với tên gọi Tsugu-no-miya Akihito (継宮明仁), danh hiệu của ông là Tsugu-no-miya (継宮 "Hoàng tử Tsugu"), và được gọi là "Hoàng tử Tsugu" trong thời thơ ấu của mình. Danh hiệu này thường được sử dụng cho đến khi các cá nhân trở thành người thừa kế ngai vàng hoặc được thừa hưởng một trong những cái tên của gia đình Hoàng tộc theo lịch sử (常陸宮 Hitachi-no-miya, 三笠宮 Mikasa-no-miya, 秋篠宮 Akishino-no-miya,...).
Khi một thành viên của gia đình Hoàng gia trở thành một quý tộc hay một thường dân, Thiên hoàng ban cho anh ta hoặc cô ấy một họ. Trong thời trung cổ, một họ là "Minamoto" thường được sử dụng. Trong thời hiện đại, họ của gia đình hoàng tộc được sử dụng. Ví dụ, nhiều thành viên của gia đình Hoàng gia được mở rộng đã trở thành dân thường sau Chiến tranh thế giới thứ hai, và nhận tên của gia đình hoàng tộc của họ, trừ cụm kính ngữ "no-miya" (宮 "Hoàng tử"), là họ cơ bản. Ngược lại, tại thời điểm mà một quý tộc hay một người bình thường trở thành một thành viên của gia đình Hoàng gia, chẳng hạn như thông qua hôn nhân, tên gia đình của họ bị lược bỏ. Ví dụ như Thượng Hoàng Hậu Michiko, tên khai sinh của bà là Shōda Michiko và họ Shōda trong tên bà được tồn tại cho đến khi bà kết hôn với Thân Vương Akihito và trở thành Thân Vương Phi.

## Tên trong lịch sử
Cấu trúc hiện tại (họ + tên riêng) đã không tồn tại cho đến những năm 1870, khi chính phủ thực hiện các hệ thống đăng ký gia đình mới.
Trong xã hội phong kiến Nhật Bản, tên phản ánh tình trạng xã hội của một người. Họ cũng phản ánh liên kết của một người tới Phật giáo, Thần đạo, quân đội các chư hầu phong kiến, sự uyên bác về Nho giáo, nhà buôn, nông dân, nô lệ và thứ tự trong Hoàng gia.
Trước thời phong kiến, tên gia tộc Nhật Bản được miêu tả nổi bật trong lịch sử: tên gọi với âm no rơi vào trong thể loại này. No nghĩa là của, nó tương tự như "Thị" (氏) trong tên người Việt Nam, nhưng thường không được viết một cách rõ ràng bằng phong cách tên này. Ví dụ, Minamoto no Yoritomo (源 頼朝) là Yoritomo (頼朝) của gia tộc Minamoto (源). Fujiwara no Kamatari (藤原 鎌足), Ki no Tsurayuki (紀 貫之), và Taira no Kiyomori (平 清盛) là những ví dụ bổ sung. Những tên gia tộc này đã được ghi lại trong Shinsen Shōjiroku. Giai cấp cầm quyền người Lưu Cầu sử dụng tên bao gồm các chữ Hán, thường có một hoặc hai âm tiết và đọc bằng ngôn ngữ của họ, giống như các tên của Triều Tiên và Trung Quốc.
Trước khi chính phủ chính thức hóa hệ thống đặt tên vào năm 1868, tên cá nhân của người Nhật Bản rất dễ thay đổi. Đàn ông thay đổi tên của họ vì một loạt các lý do: để biểu thị rằng họ đã đạt được một địa vị xã hội cao hơn, để chứng minh lòng trung thành của họ với một đoàn thể hoặc gia tộc, để cho thấy rằng họ đã thành công với vị trí đứng đầu của một gia tộc hoặc đội ngũ, để từ bỏ bất hạnh gắn liền với một tên gọi mang điểm gở, hoặc chỉ đơn giản là để tránh bị nhầm lẫn với một người hàng xóm có tên tương tự. Nam giới trong giới thượng lưu thường thay đổi tên của họ khi đến tuổi trưởng thành (genpuku), bỏ đi tên gọi thời thơ ấu của họ (mà thường được kết thúc với -maru) và lấy một cái tên của người trưởng thành. Khi quý tộc và các samurai nhận được thăng cấp, họ nhận được những tên gọi mới, mà có thể chứa một âm tiết hoặc ký tự từ tên chúa của họ như là một dấu hiệu của sự ủng hộ.
Những phụ nữ thay đổi tên cá nhân được ghi nhận ít hơn bình thường, do đó, họ có thể không thay đổi tên của họ thường xuyên như những người đàn ông đã làm, nhưng những người phụ nữ đã phục vụ như người giúp việc hay người pha trò giải trí thường xuyên thay đổi tên của họ trong suốt thời gian phục vụ. Trong thời gian làm việc của họ, tên tạm thời của họ được chấp nhận như những tên pháp lý của họ. Ví dụ, một người giúp việc đã tham gia vào các giao dịch hợp pháp tại Kyoto từ năm 1819-1831 đã ký văn bản pháp luật với tên Sayo trong một thời gian làm việc và như Mitsu trong một khoảng thời gian làm việc sau đó, nhưng cô đã ký tên Iwa, có lẽ là tên khai sinh của mình, khi cô không làm việc.
Một người Nhật có thể sử dụng một trong nhiều tên, tuỳ thuộc vào hoàn cảnh. Ví dụ, tác giả, nhà thơ, nghệ sĩ nổi tiếng thế kỷ XVIII Samuru Iwase viết dưới tên Santō Kyōden và làm việc như một họa sĩ minh họa dưới cái tên Masanobu Kitao. Nghệ sĩ và tác giả áp dụng một tên mới cho mỗi phương tiện hay hình thức họ làm việc trong, dù có hoặc không làm việc một cách chuyên nghiệp. Một số loại tên nghệ thuật (gō [号]) đã được gọi bằng thuật ngữ đặc biệt—ví dụ, haigō hoặc haimei cho một nhà thơ haiku, và kagō cho một nhà thơ Waka. Các học giả cũng tự lấy cho mình một tên học thuật, thường là cách đọc kiểu Hán của các ký tự trong tên tiếng Nhật của họ. Những người gia nhập một trật tự tôn giáo cũng nhận một tên theo tôn giáo.
Cái chết thêm vào phần số đếm của tên của một người. Khi một người đã chết, tên cá nhân của họ được gọi là một tên húy (諱 imina) và không còn được sử dụng. Thay vào đó, người đó được gọi bằng tên thụy (諡 okurina) của họ.
Các tên riêng của Thiên hoàng Nhật Bản cũng được gọi là imina, thậm chí nếu Thiên hoàng còn sống. Trước Thiên hoàng Jomei, cụm imina của các Thiên hoàng thường rất dài và không được sử dụng. Số lượng ký tự trong mỗi tên đã giảm đi sau triều đại của Jomei.
Azana (字), được đưa ra tại genpuku (元服), được sử dụng bởi những người khác và một mình anh ta sử dụng tên thật của mình để tự gọi. Gō thường được đặt tên theo địa điểm hoặc nhà ở; ví dụ, Basho, như trong tên nhà thơ haiku Matsuo Bashō (松尾 芭蕉), được đặt theo tên nhà của ông, Bashō-an (芭蕉庵).
Trong thời kỳ Mạc mạt, nhiều nhà hoạt động chống chính phủ sử dụng nhiều tên giả để che giấu hoạt động của mình với Mạc phủ. Các ví dụ là Saidani Umetarō (才谷 梅太郎) cho Sakamoto Ryōma (坂本 龍馬), Niibori Matsusuke (新堀 松輔) cho Kido Takayoshi (木戸 孝允) và Tani Umenosuke (谷 梅之助) cho Takasugi Shinsaku (高杉 晋作). Nhà văn nổi tiếng Kyokutei Bakin (曲亭 馬琴) được biết là đã từng có nhiều hơn 33 tên gọi.

## Tên chuyên nghiệp
Các nam và nữ diễn viên kịch nghệ phương Tây và Nhật Bản, danh hài, đô vật sumo, đô vật phương Tây chuyên nghiệp, và các nghệ nhân thủ công truyền thống thường sử dụng tên chuyên nghiệp. Nhiều tên sân khấu của nam và nữ diễn viên của phim và truyền hình không hề nổi bật, giống như tên cá nhân bằng tiếng Nhật thông thường, nhưng một vài cái tên tỏ ra hài hước nhưng nghiêm túc. Ví dụ, Fujiwara Kamatari (藤原 釜足) đã chọn tên của người sáng lập nói trên của gia tộc Fujiwara, trong khi tên của Hino Yōjin (日野 陽仁) nghe như hãy cẩn thận với lửa (mặc dù viết khác nhau). Nhiều nghệ sĩ hài độc thoại như bộ đôi Beat Takeshi và Beat Kiyoshi chọn một tên phương Tây khi diễn, và sử dụng tên riêng của bản thân (hay tên riêng sân khấu) cho họ. Nhà văn cũng có xu hướng trở nên thông minh về họ, ví dụ như tên Edogawa Ranpo được tạo ra theo phát âm như "Edgar Allan Poe".
Các đô vật sumo thường lấy tên gọi đấu vật - gọi là shikona (醜名 hoặc 四股名). Trong khi một shikona có thể là họ của chính đô vật đó, hầu hết rikishi hạng cao có một shikona khác với họ của họ. Một shikona điển hình bao gồm hai hoặc ba ký tự kanji, hiếm khi chỉ có một hoặc nhiều hơn ba ký tự. Thông thường, phần của tên xuất phát từ chủ hoặc sư phụ của đô vật, một địa danh (ví dụ như tên một tỉnh, một dòng sông, hoặc một vùng biển), tên một vũ khí, một chi tiết đặc trưng với văn hoá Nhật Bản (ví dụ như koto hoặc vải nishiki), hoặc một thuật ngữ chỉ ra tính ưu việt. Thông thường, âm waka chỉ ra một đô vật có cha cũng là đô vật sumo; trong trường hợp này, phần này mang nghĩa cấp dưới (junior). Đô vật có thể thay đổi shikona của họ, như Takahanada đã làm khi ông trở thành Takanohana (貴ノ花) và sau đó là Takanohana (貴乃花). Một ví dụ đáng chú ý là đô vật Sentoryu, mang nghĩa là chiến đấu long - con rồng chiến trận, còn là đồng âm với St. Louis, nguyên quán của anh ta.
Các geisha và các nghệ nhân thủ công và nghệ thuật như làm gốm, trà đạo, thư pháp, irezumi (nghệ thuật xăm hình) và ikebana (nghệ thuật cắm hoa) thường lấy tên chuyên nghiệp. Trong nhiều trường hợp, những tên này tới từ thầy dạy của họ. Các diễn viên kịch kabuki lấy một trong những họ truyền thống như Nakamura (中村), Bandō hoặc Onoe. Một số tên tuổi được thừa hưởng từ những tiền bối, chẳng hạn như trường hợp của diễn viên kịch Kabuki nổi tiếng Bandō Tamasaburō V (五代目 坂東 玉三郎 Godaime Bandō Tamasaburō) thông qua một buổi lễ đặt tên.

## Tên người Nhật trong tiếng Anh và trong các ngôn ngữ phương Tây khác
Ở tiếng Anh, tên của một người Nhật còn sống hoặc vừa mới qua đời thường được trình bày với phần họ sau cùng và không có dấu trường âm gạch trên (macron). Các hình tượng lịch sử được trình bày với họ đầu tiên và với macron nếu có.

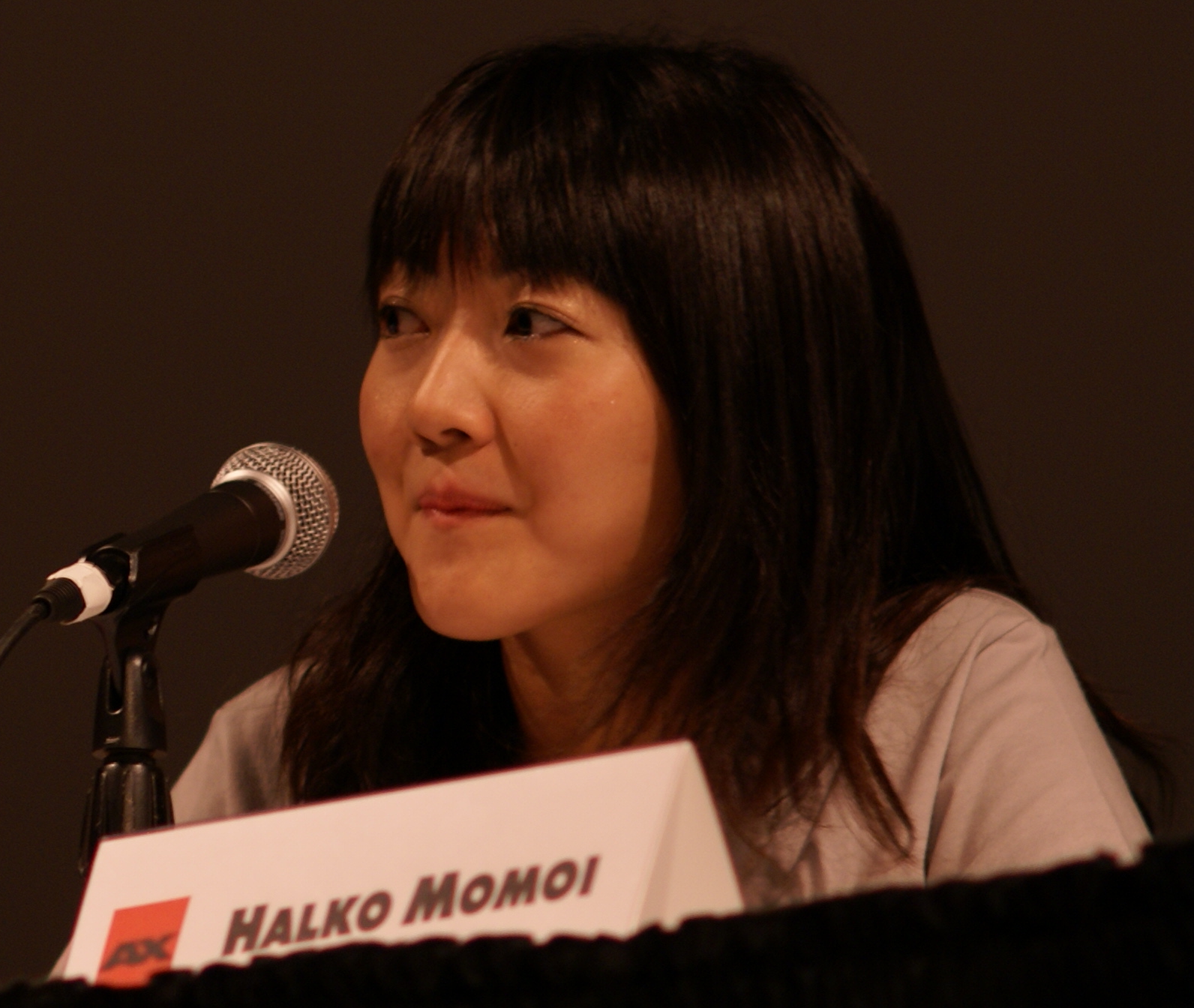
Momoi Haruko tại Anime Expo 2007 ở Los Angeles; thẻ tên của cô có phần đánh vần tên của mình ("Halko Momoi") với phần họ viết cuối. Trong tiếng Nhật, tên gọi của cô là 桃井はるこ (Momoi Haruko).

Tính đến năm 2008, khi sử dụng tiếng Anh và các ngôn ngữ phương Tây khác người Nhật thường cho tên của họ trong một tên có trật tự bị đảo ngược so với truyền thống của Nhật Bản, với họ đặt sau tên riêng thay vì ngược lại. Sau thời kì Minh Trị, trong nhiều ấn phẩm viết bằng tiếng Anh, thứ tự đặt tên hiện đại ngày nay của người dân Nhật Bản sẽ bị đảo ngược lại theo trật tự với họ ở cuối cùng. Người Nhật đã tiếp nhận cách sử dụng thứ tự đặt tên trong các ngôn ngữ châu Âu như một phần của việc áp dụng các khía cạnh của văn hoá phương Tây trong thời Minh Trị, như là một phần của việc chứng minh với thế giới rằng Nhật Bản là một nước phát triển chứ không phải là một nước kém phát triển. Khi người Nhật Bản tham dự các sự kiện với cộng đồng quốc tế, như chơi bóng, người dân Nhật Bản sử dụng cách xếp tên phương Tây. Tuy nhiên vào năm 2019, khi sắp bước vào triều đại Lệnh Hòa (Reiwa), chính phủ Nhật Bản đã đề nghị thế giới viết tên thủ tướng nước Nhật là Abe Shinzo (với họ trước tên sau), nhằm giải quyết triệt để cách trình bày họ tên người Nhật nên viết theo tiếng Anh hay theo truyền thống.
Người Nhật Bản thường có các biệt danh dưới dạng rút gọn của tên thật, và họ dùng những tên này trong xưng hô với người nước ngoài. Ví dụ như "Kazuyuki" có thể tự gọi anh ta là "Kaz." Một số người Nhật sống ở nước ngoài nhận một biệt danh mà họ sử dụng với bạn bè không phải người Nhật; những tên này không được coi là tên đệm.

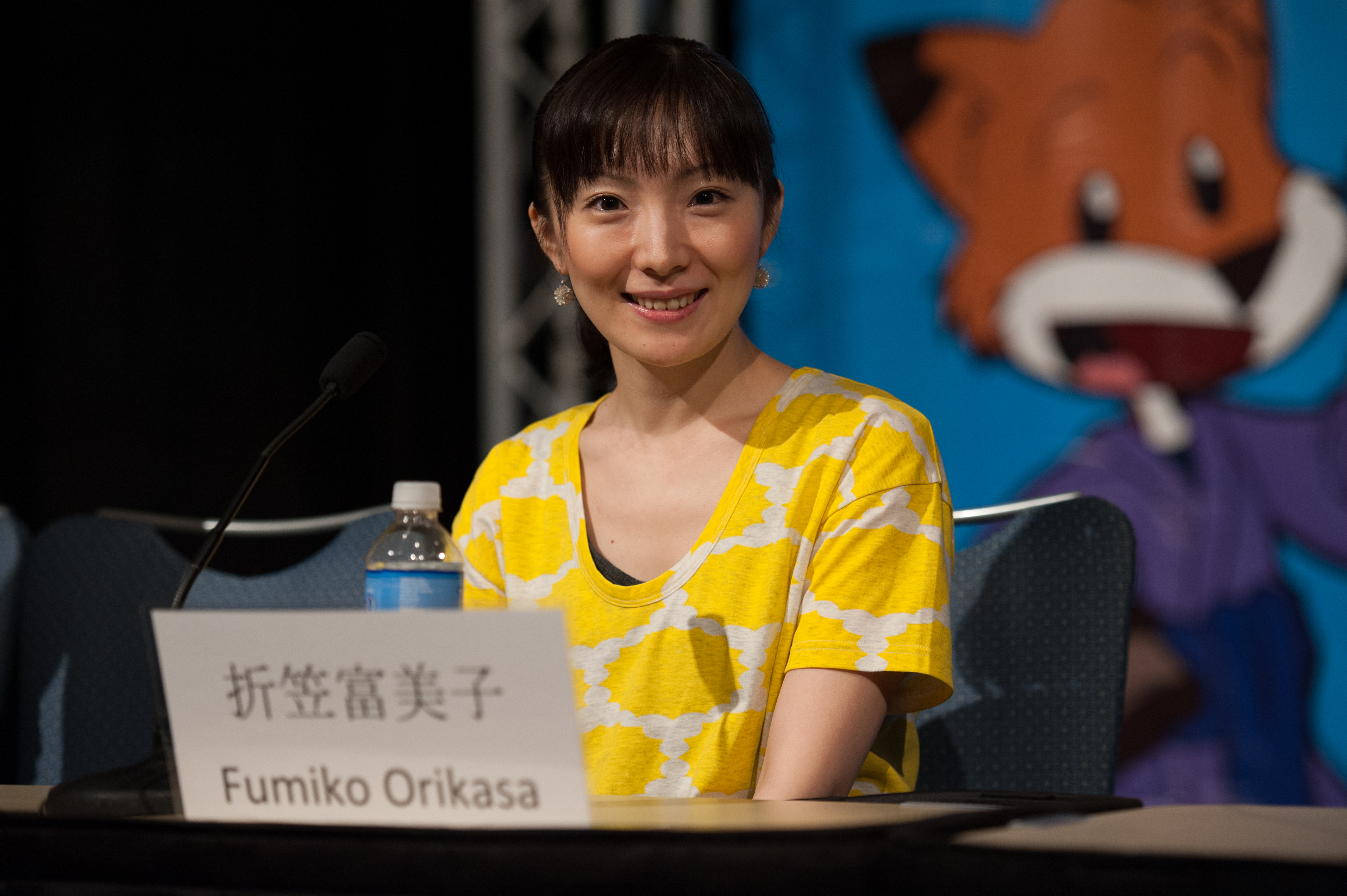
Ở đây, tên của Orikasa Fumiko được trình bày với họ ở đầu trong tiếng Nhật trong khi được trình bày với tên riêng đầu tiên trong tiếng Anh

Hầu hết các ấn phẩm nước ngoài đảo ngược tên của các cá nhân hiện đại, và hầu hết người Nhật đảo ngược tên của bản thân họ khi sử dụng trong các ấn phẩm nước ngoài. Một giám đốc hoặc viên chức người Nhật thường có hai loại thẻ kinh doanh (meishi): một loại dùng tiếng Nhật và dành cho người Nhật đồng hương, sử dụng thứ tự xếp tên của Nhật, và một dành cho người nước ngoài, với tên gọi theo thứ tự phương Tây. Trong các ấn phẩm báo chí phổ biến, trật tự phương Tây được sử dụng.
Trong tiếng Anh, nhiều nhân vật lịch sử vẫn được gọi với họ đầu tiên. Điều này đặc biệt đúng trong các tác phẩm học thuật về Nhật Bản. Nhiều công trình học sử dụng thứ tự trong tiếng Nhật với tên gọi tiếng Nhật nói chung, và một tác phẩm học thuật nhiều khả năng sẽ sử dụng thứ tự tiếng Nhật hơn nếu tác giả là một nhà Nhật Bản học. John Power, tác giả của cuốn "Japanese names," viết rằng "Những người có thể nói và đọc tiếng Nhật có một sức chống lại mạnh mẽ với việc chuyển đổi tên tiếng Nhật theo trình tự của phương Tây." Các cuốn sách được viết bởi những tác giả này thường có chú thích rằng tên tiếng Nhật đang được trình bày với thứ tự gốc. Một vài cuốn sách không có một cách sắp xếp tên nhất quán. Shizuka Saeki, tác giả cuốn Look Japan nói, "Đây không chỉ là một cơn đau đầu cho các nhà văn và dịch giả, nó cũng là một nguồn gây nhầm lẫn cho người đọc." Tác giả Lynne E. Riggs của Hiệp hội các Nhà văn, Biên tập viên và Biên dịch viên (Society of Writers, Editors and Translators - SWET), một tổ chức chuyên nghiệp về văn bản có trụ sở tại Tokyo, cho biết, "Khi bạn xuất bản một cuốn sách về Nhật Bản, bạn đưa nó cho những người muốn biết về Nhật Bản. Vì vậy, họ quan tâm đến việc học một cái gì đó mới hoặc một cái gì đó được cho là như vậy."
Edith Terry, tác giả của How Asia Got Rich, nói rằng điều này xảy ra bởi người Nhật đang "nắm thành thao" một người theo "lối chơi phương Tây" có một số niềm tự hào và cùng lúc đó họ cảm thấy bất an vì "trò chơi" ("game") là "các thuật ngữ phương Tây" hơn là "các thuật ngữ Nhật Bản." Cách trình bày tiêu chuẩn của tên tiếng Nhật trong tiếng Anh khác với tiêu chuẩn trong cách trình bày của các tên người Trung Quốc hiện đại, từ khi tên tiếng Trung Quốc hiện đại thường không đảo ngược để phù hợp với trình tự phương Tây trong tiếng Anh, ngoại trừ khi người Trung Quốc đang sống hoặc du lịch bên ngoài Trung Quốc. Các quy ước liên quan đến tên tiếng Nhật cũng khác với tiếng Triều Tiên, thường theo thứ tự trong tiếng Triều Tiên, trừ khi người Triều Tiên hoặc người Hàn Quốc đang ở nước ngoài. Power viết rằng sự khác biệt trong cách xử lý với tên tiếng Nhật và với tên tiếng Trung cũng như tiếng Hàn thường dẫn đến sự nhầm lẫn. Terry viết, "đó là một trong những trớ trêu của những năm cuối thế kỷ XX, rằng Nhật Bản vẫn bị mắc kẹt trong quy chuẩn văn phong nhấn mạnh nhiệm vụ lịch sử về sự bình đẳng với phương Tây, trong khi tiếng Trung thiết lập thuật ngữ của riêng nó, trong ngôn ngữ như trong nền chính trị đầy quyền lực."
Saeki cho biết trong năm 2001 rằng hầu hết người Nhật sử dụng thứ tự tên theo phương Tây khi viết bằng tiếng Anh, nhưng một số hình thái tu từ đã bắt đầu thúc đầy việc sử dụng thứ tự tên tiếng Nhật như một biểu hiện cho thấy Nhật Bản đã trở thành một cường quốc kinh tế lớn trong thế kỷ XX. Quyển Japan Style Sheet, một quyển hướng dẫn cho việc xuất bản các công trình bằng tiếng Anh về Nhật Bản được viết bởi SWET năm 1998, ủng hộ việc sử dụng các trình tự đặt tên tiếng Nhật càng nhiều càng tốt, bởi các dịch giả muốn quảng bá một sự nhất quán trong cách đặt tên theo thứ tự. Năm 1987, một nhà xuất bản sách giáo khoa tiếng Anh ở Nhật Bản đã sử dụng trình tự tên theo tiếng Nhật, trong khi vào năm 2001 sáu trong số tám nhà xuất bản sách giáo khoa tiếng Anh ở Nhật Bản cùng sử dụng trình tự đó. Trong tháng 12 năm 2000, Hội đồng về ngôn ngữ quốc gia của Bộ Giáo dục khuyến cáo các sản phẩm viết bằng tiếng Anh bắt đầu sử dụng thứ tự đặt tên theo tiếng Nhật bởi "điều này nói chung nhằm hướng tới mong muốn rằng tên cá nhân sẽ được trình bày và viết theo một cách đảm bảo hình thức duy nhất của chúng, ngoại trừ các tài liệu đăng ký và tài liệu khác có tiêu chuẩn cụ thể." Văn bản này khuyến nghị việc sử dung chữ viết hoa (Taro YAMADA) hoặc dấu phẩy (Taro, Yamada) để làm rõ phần nào của tên cá nhân là họ và phần nào là tên riêng. Trong một cuộc thăm dò ý kiến vào tháng 1 năm 2000 từ Vụ Văn hoá về trình tự được ưu tiên về tên tiếng Nhật trong tiếng Anh, 34.9% số người ưu tiên sử dụng trình tự theo tiếng Nhật, 30.6% ưu tiên sử dụng trình tự phương Tây, và 29.6% không ưu tiên bên nào hơn. Năm 1986, Japan Foundation đã quyết định sẽ sử dụng thứ tự đặt tên theo tiếng Nhật trong tất cả các ấn phẩm của họ. Một phát ngôn viên bộ phận xuất bản của Japan Foundation chia sẻ trong năm 2001 rằng một vài ấn phẩm của SWET, bao gồm các báo nói tiếng Anh phổ biến, tiếp tục sử dụng trình tự phương Tây. Cho đến năm 2001, tờ style sheet của cơ quan này khuyến cáo sử dụng một phong cách xếp đặt tên khác nhau tùy thuộc vào bối cảnh. Ví dụ nó chủ trương sử dụng thứ tự Tây phương trong các ấn phẩm cho độc giả những người không quen thuộc với Nhật Bản, chẳng hạn như các giấy tờ cho hội nghị quốc tế.
Hướng dẫn tiêu chuẩn Chicago Manual of Style khuyến cáo chỉ mục tên tiếng Nhật theo cách thức văn bản ban đầu tương tác với tên. Nếu văn bản sử dụng thứ tự phương Tây, tên tiếng Nhật sẽ được đảo ngược lại và được chỉ mục bằng tên gia đình với một dấu phẩy. Nếu văn bản sử dụng thứ tự trong tiếng Nhật, tên gọi sẽ được liệt kê theo tên gia đình mà không có sự đảo ngược và không có dấu phẩy.
Cũng có trường hợp ngoại lệ, người Nhật lấy vợ hay chồng lấy chồng hay vợ là người nước khác (ví dụ như Châu Âu, Mỹ) sẽ có tên nửa Nhật nửa Anh mà lấy tên họ của mình là gốc Nhật (Ví dụ như "Jenny Aomori" là người Mỹ gốc Nhật; tên đệm "Jenny" ám chỉ bố hay mẹ cô là người Mỹ mà từ "Aomori" là tên họ người Nhật).
Từ năm 2020, Chính phủ Nhật Bản quyết định sẽ sử dụng cách sắp xếp tên người Nhật Bản theo thứ tự họ trước tên sau của truyền thống Á Đông trong các văn bản chính thức được dịch ra tiếng Anh và các ngôn ngữ phương Tây khác sử dụng chữ Latin (mà tiếng Nhật gọi là Romaji), bao gồm cả tiếng Việt đang sử dụng chữ Quốc Ngữ (giống như trang tiếng Việt của NHK World-Japan đang thực hiện). Theo đó, tên của Thủ tướng Abe sẽ phải viết và đọc đúng thứ tự là "Abe Shinzo" thay cho "Shinzo Abe". Tương tự như vậy với cách viết và đọc tên cầu thủ và huấn luyện viên bóng đá như Honda Keisuke, Okazaki Shinji, Moriyasu Hajime, Miura Toshiya,... hay tên của những người Nhật Bản khác, mà hiện nay truyền thông Việt Nam đang viết và gọi bị sai ngược, do thường lấy tên từ nguồn tiếng Anh thay vì tiếng Nhật chính chủ (như VnExpress thường lấy nguồn từ Fox News, AFP, Reuters,... thay vì NHK). Việt Nam không có quy định nào bắt buộc tên người nước ngoài trong tiếng Việt phải đảo ngược dù họ tên gốc là họ trước tên sau hay tên trước họ sau, nhưng việc tên người Nhật Bản hay bị đảo ngược ở trong các văn bản tiếng Việt là do chữ viết chính của tiếng Việt hiện nay là chữ Latinh (thay vì chữ Nôm hay chữ Hán), và giới truyền thông Việt Nam hay người viết lẫn người nói quá phụ thuộc vào nguồn thông tin tiếng Anh do cùng dùng chữ Latinh, cho thấy độ tương tác trực tiếp từ tiếng Nhật sang tiếng Việt đã bị tiếng Anh chen vào và lấn át tiếng Việt ngay tại Việt Nam. Điều nay không xảy ra với tiếng Hàn và tiếng Trung (những ngôn ngữ cùng trong vùng văn hóa Đông Á với tiếng Việt và tiếng Nhật), khi chữ viết chính không phải là chữ Latinh và thông tin có sự đối chứng trực tiếp từ nguồn tiếng Nhật.

## Tên tiếng Nhật trong tiếng Trung Quốc
Giống như tên người Việt và tên người Triều Tiên, tên tiếng Nhật được phát âm theo cách phát âm tiếng Trung của các Kanji (Hán tự) trong các cộng đồng nói tiếng Trung Quốc. Ví dụ, trong tiếng Quan Thoại, Yamada Tarō (山田太郎 (Sơn Điền Thái Lang)) sẽ trở thành "Shāntián Tàiláng", trong khi Hatoyama Yukio (鳩山 由紀夫 (Cưu Sơn Do Kỉ Phu)) sẽ trở thành "Jiūshān Yóujìfū". Kết quả là, một người Nhật Bản có thể mường tượng tên của mình qua onyomi, nhưng nếu không có hiểu biết đầy đủ về âm đọc của tiếng Trung thì sẽ không hiểu tên của anh hoặc cô ta được đọc trong tiếng Trung như thế nào.
Đôi khi, một cái tên Nhật Bản bao gồm các kokuji. Những mẫu tự kanji này giống với chữ Hán, nhưng có nguồn gốc từ Nhật Bản và không có phát âm trong tiếng Trung Quốc (giống như chữ Nôm của tiếng Việt). Ví dụ, từ komu (込) không hề có cách phát âm tiếng Trung Quốc. Khi gặp phải những chữ như vậy, thường thì quy tắc "有邊讀邊，沒邊讀中間" ("đọc phần ở bên nếu có, đọc phần ở giữa nếu không có phần ở bên") sẽ được áp dụng. Do đó, "込" được đọc là "rù" ("Nhập") bắt nguồn từ cách đọc chữ 入 (Nhập).
Heng Ji, tác giả của "Improving Information Extraction and Translation Using Component Interactions," đã viết rằng vì tên của Nhật Bản có độ dài "linh hoạt", có thể sẽ khó khăn cho một người nào đó để xác định một tên người Nhật khi đọc một văn bản của Trung Quốc.